# Astigmatisme (médecine)
Pour les articles homonymes, voir Astigmatisme.
 Mise en garde médicale
En médecine, l'astigmatisme (du préfixe privatif grec ἀ- / a- et de στίγμα / stigma, « point ») est un défaut des systèmes optiques qui ne donnent pas d'un point une image ponctuelle, mais une image étalée dans le sens antéro-postérieur.
Normalement, les surfaces de la cornée et du cristallin présentent une courbure quasiment sphérique. Chez les astigmates réguliers, l’une ou l’autre n’est plus sphérique et sa courbure s’apparente davantage à celle d’un ellipsoïde, c’est-à-dire comme un ballon de rugby. Il existe un méridien de courbure maximale (la puissance optique est maximale le long de ce méridien) et un méridien de courbure minimale (la puissance optique est minimale le long de ce méridien). Les axes respectifs de ces méridiens sont mutuellement perpendiculaires.
L'image reçue par la rétine est donc différente selon les axes des méridiens. Il en résulte que l’image manque de netteté. Le trajet des rayons lumineux épouse un conoïde appelé « conoïde de Sturm », et ils se focalisent principalement (selon le plan de recueil de l'image) en des taches focales de contour grossièrement elliptique, au sein desquelles on peut identifier deux taches focales linéaires, appelées focales principales, qui encadrent une tache focale quasi circulaire (appelée cercle de moindre diffusion). L'étalement de l'image est directionnel, à la différence de la myopie ou de l’hypermétropie où l'image est focalisée en un seul point (stigmatisme), mais est mal située, en avant ou en arrière du plan rétinien. Néanmoins, l’astigmatisme n'exclut pas la myopie, l’hypermétropie ou toute autre pathologie de l’œil.
En cas de déformation quelconque on parle d'astigmatisme irrégulier.
La grande majorité des astigmatismes congénitaux sont d’origine cornéenne. Il existe habituellement un léger astigmatisme cornéen qui est neutralisé par un astigmatisme cristallinien opposé. La survenue d’une cataracte avancée peut provoquer l’apparition d’un astigmatisme d’origine cristallinienne (astigmatisme « interne », par opposition à l'astigmatisme d'origine cornéenne : la direction de cet astigmatisme est le plus souvent « inverse »).

## Vision de l'astigmatisme
L’astigmatisme entraîne une vision brouillée, déformée, imprécise à toutes les distances avec un brouillage sélectif des lignes verticales ou horizontales ou obliques et la confusion de caractères proches comme H-M-N, ou E-B, ou 8-0.
En traçant une simple croix il est possible de dépister un astigmatisme si l’une ou l’autre des branches est vue plus nette.
L’astigmatisme inverse, c'est-à-dire celui où le méridien vertical est le moins puissant, est moins bien supporté que l’astigmatisme direct (méridien vertical plus puissant, méridien horizontal moins puissant).[réf. nécessaire]

## Mesure de l’astigmatisme
L’astigmatisme oculaire s’exprime en chiffrant la correction nécessaire en dioptries : la notation de l’astigmatisme comporte également un axe (en degré), qui correspond à l’orientation de l’astigmatisme. Il existe diverses conventions de notation de l'astigmatisme. Les conséquences de l’astigmatisme oculaire peuvent être appréciées en mesurant l’acuité visuelle en dixièmes.
L'astigmatisme est faible entre 0 et 1 dioptries, moyen de 1 à 2 dioptries, fort au-dessus de 2 dioptries.
L'astigmatisme régulier peut être direct, le plus souvent, (le méridien d'axe horizontal est le moins puissant, le méridien d'axe vertical est le plus puissant), inverse (le méridien d'axe vertical est le moins puissant) ou oblique (un méridien d'axe oblique est moins puissant par rapport au méridien situé dans le contre axe perpendiculaire).

## Symptômes de l'astigmatisme
L’astigmatisme peut n'entraîner aucun symptôme. Les personnes atteintes d'un faible astigmatisme ont une bonne vue, mais il leur arrive souvent de plisser les yeux, de présenter des maux de tête ou des symptômes de fatigue oculaire ou encore de constater que leur vision est floue à certaines occasions.
L'astigmatisme  s'accompagne souvent de myopie ou d'hypermétropie au moins méridienne c'est-à-dire selon un des axes de l'astigmatisme. 
L'astigmatisme peut parfois être le symptôme d’un kératocône contre-indication à la chirurgie de la cornée par lasik. Il est donc fondamental de le dépister avant toute opération de chirurgie réfractive.
Il est important de dépister chez le jeune enfant un fort astigmatisme, de façon à le corriger précocement pour éviter une amblyopie, car la vision dans l'astigmatisme est floue à toutes les distances et ne pourra pas se développer.

## Correction de l'astigmatisme

### Astigmatisme régulier
L'astigmatisme est dit « régulier » lorsque l'on peut individualiser deux méridiens principaux correspondant à l'axe le plus plat et à l'axe le plus cambré. Il est habituellement congénital et n'évolue pas ou très peu au cours de la vie. 
L'astigmatisme régulier peut être corrigé par des lunettes dont le verre cylindrique, torique, n'ayant pas la même puissance pour les différents méridiens, permet à l'image de se reporter de manière plus ponctuelle sur la rétine (rétablissement du stigmatisme). Le verre torique n'a donc pas la même épaisseur partout, et il déforme les images ; il les aplatit dans une direction et il les élargit dans la direction orthogonale à la première.
L'astigmatisme régulier peut aussi, la plupart du temps, être corrigé par des lentilles de contact souples pour astigmate dites toriques ou par des lentilles rigides sphériques (si l'astigmatisme est majoritairement d'origine cornéenne) ou par des lentilles rigides toriques (si l'astigmatisme interne se révèle bien supérieur à l'astigmatisme cornéen et entraîne un astigmatisme résiduel en lentilles rigides sphériques).
Dans certains cas, une opération chirurgicale au laser personnalisée guidée par l'aberrométrie peut permettre de le corriger dans une certaine mesure, mais avec des résultats moins satisfaisants qu'une correction par lunette ou lentille dans une très grande majorité des cas. Cette intervention doit donc être réservée aux patients qui, pour des raisons médicales, privées ou professionnelles variées, ne supportent ni les lentilles ni les lunettes. Toute opération chirurgicale comporte en effet des risques et offre des résultats moins satisfaisants que pour la myopie par exemple.

### Astigmatisme irrégulier
L'astigmatisme dit « irrégulier » possède cette fois-ci plus de deux méridiens principaux, voire aucun. Il ne peut se corriger efficacement par lunettes, car la complexité du défaut visuel implique la fabrication de verres de correction qui ne gardent les bonnes propriétés réfractives qu'au centre optique. L'utilisation d'un tel verre obligerait le patient à regarder au centre du verre constamment pour obtenir une correction satisfaisante. Il est bien moins répandu que l'astigmatisme régulier et est le plus souvent induit par des maladies comme le kératocône, par des traumatismes divers de la cornée ou par une opération de chirurgie réfractive mal réalisée (décentrement par exemple) ou alors effectuée chez un patient pour qui la cicatrisation n'a pas été homogène sur toute la surface de la cornée, ce qui n'est pas prévisible a priori.
Sa correction se fait généralement par lentille dures faites sur-mesure. La pose d'un implant de cristallin artificiel torique permet de corriger l'astigmatisme cornéen résiduel après chirurgie de la cataracte. Il arrive que certains patients possèdent un astigmatisme irrégulier qui peut potentiellement être corrigé par un traitement au laser personnalisé, guidé par l'aberrométrie. Les opérations dans ces cas-là sont très délicates et les résultats ne peuvent pas être garantis.

## Exemple d'ordonnance de lunettes pour personne astigmate
Soit l'ordonnance suivante, prescrite par un ophtalmologiste (notation négative) :
- œil droit : +1,50 (-0,50) 150° ;
- œil gauche : Plan (-0,75) 80°.

La première valeur s'appelle la sphère, la seconde entre parenthèses est le cylindre, la dernière est l'axe du cylindre. Ainsi, on a :
- œil droit/gauche : sphère (cylindre) axe du cylindre.

La notation est dite négative ou à cylindre négatif, car on additionne un cylindre à courbure négative (signe moins dans les parenthèses) à la sphère de départ. La correction donnée par la sphère s'applique suivant toutes les directions du verre correctif. En effet une sphère est isotrope, sa courbure ne dépend pas de la direction. À cette correction isotrope de la sphère vient s'ajouter celle du cylindre. La courbure d'un cylindre est nulle suivant son axe, car si l'on se déplace à la surface d'un cylindre dans la direction de son axe, c'est-à-dire selon sa génératrice, on ne constate pas de courbure. Elle est maximale à 90° de cet axe car on décrit alors sa courbe directrice qui est ici un cercle. Pour l’œil droit, selon la direction 150° sur le cercle trigonométrique (zéro degré sur l'horizontale à droite et sens positif antihoraire), la courbure du cylindre est nulle et la correction reste de +1,5 dioptrie sur cet axe. Selon l'axe de 60°, qui est à 90° de l'axe de 150°, il faut soustraire 0,5 dioptrie. On trouve donc une hypermétropie d'une dioptrie pour l’œil droit sur l'axe de 60°. En résumé :
- œil droit : +1,50 à 150° et +1,00 à 60°.

Le verre correctif sera torique, avec un petit axe de distance focale 1/1,5 = 0,67 m et un grand axe de distance focale 1 m. 
L’œil gauche n'a pas besoin de correction selon l'axe de 80° (plan), mais il est myope de 0,75 dioptrie suivant un axe quasi horizontal de 170°. En résumé :
- œil gauche : pas de correction à 80° et -0,75 à 170°.

Les opticiens effectuent leurs mesures en notation négative mais commandent les verres en notation positive. En gardant le même exemple, nous avons en notation positive :
- œil droit : +1,00 (+0,50) 60° ;
- œil gauche : -0,75 (+0,75) 170°.

En raisonnant comme précédemment on retrouve bien les mêmes valeurs.
- œil droit : +1,00 à 60° et +1,50 à 150° ;
- œil gauche : -0,75 à 170° et plan à 80°.

On parle ici de notation positive (ou à cylindre positif), car on additionne un cylindre à courbure positive à la sphère de départ. Le verre pour hypermétrope est convexe, sa courbure est positive, la correction est notée avec un signe +, alors que le verre pour myope est concave, sa courbure est négative, la correction est notée avec un signe -.